# Ambasada RP w Sofii
Ambasada Rzeczypospolitej Polskiej w Sofii (bułg. Посолство на Република Полша в София) – polska misja dyplomatyczna w stolicy Bułgarii.

## Struktura placówki
- Referat ds. Polityczno-Ekonomicznych
- Wydział Konsularny i Polonii
- Referat ds. Administracyjno-Finansowy

## Historia
Poselstwo RP w Sofii otwarto 2 stycznia 1919. Powstał wtedy również wicekonsulat w Warnie. Polska zerwała stosunki dyplomatyczne z Bułgarią 4 marca 1941 po przystąpieniu tego kraju do państw Osi. Przywrócenie stosunków nastąpiło 16 lipca 1945. W 1948 przedstawicielstwa podniesiono do rangi ambasad.